# Глушинка
Глу́шинка (рос. Глушинка) — село у складі Косіхинського району Алтайського краю, Росія. Адміністративний центр та єдиний населений пункт Глушинської сільської ради.

## Населення
Населення — 561 особа (2010; 659 у 2002).
Національний склад (станом на 2002 рік):
- росіяни — 95 %